# Herpyllus bubulcus
Herpyllus bubulcus är en spindelart som beskrevs av Chamberlin 1922. Herpyllus bubulcus ingår i släktet Herpyllus och familjen plattbuksspindlar. Inga underarter finns listade i Catalogue of Life.